# Cnemidocarpa zenkevitchi
Cnemidocarpa zenkevitchi is een zakpijpensoort uit de familie van de Styelidae. De wetenschappelijke naam van de soort is voor het eerst geldig gepubliceerd in 1958 door N. G. Vinogradova.